# حزب الاتحاد الكيني
حزب الاتحاد الكيني هو حزب سياسي في كينيا. تم تشكيل الحزب في عام 1997 وكان له بعض التأثير السياسي في منطقة الساحل. في الانتخابات التشريعية ، 27 ديسمبر 2002، فاز الحزب بمقعد واحد من أصل 212 مقعدًا منتخبًا.
في الانتخابات العامة الكينية، 2007، كان الحزب جزءًا من تحالف حزب الوحدة الوطنية الذي تم إنشاؤه بقيادة الرئيس مواي كيباكي  لكنه فشل حتى في الفوز بمقعد واحد في البرلمان.

## بعد 2008
في ديسمبر 2008، كان الحزب يتصدر عناوين الأخبار مرة أخرى لاختياره شيراو علي مواكوير كزعيم للحزب على الرغم من انتخابه في البرلمان وتقلد منصبه في حزب الوحدة الوطنية كنائب للرئيس.